# Miguel Ferrer Socias
Miguel Ferrer Socias (Santiago del Cile, 28 agosto 1911 – ...) è stato un cestista cileno.

## Carriera
Con il Cile ha preso parte alle Olimpiadi del 1936.